# Golden Horse Awards
A Golden Horse Awards (hagyományos kínai: 臺北金馬影展; pinjin: Táiběi Jīnmǎ Yǐngzhǎn, magyaros: Tajpej Csinma Jingcsan) elnevezésű díjat a Golden Horse Film Festival keretében adják át évente Tajvanon. 1962-ben alapították a kiemelkedő teljesítményű tajvani filmek és filmkészítők elismeréséül. A „kínai filmművészet Oscar-díjának” is nevezik.

## Története
1962 májusában a kormány törvénybe iktatta az év Mandarin filmek díjainak szabályait, melynek során megalapították a Golden Horse Awards elnevezésű elismerést.
A jelenlegi szabályozás szerint bármely elsősorban kínai nyelvű film jogosult a versenyen részt venni. A díjátadó ünnepség az egy hónapos Golden Horse Film Festival végén történik, mely során a jelölt filmek némelyikét mutatják be. A díjat elnyerő filmek többsége jellemzően hongkongi produkció volt.
A díjátadó rendezvényt általában novemberben vagy decemberben rendezik meg Tajpejben. Elnevezését két távoli sziget, Kinman (金門) és Matsu (馬祖) után kapta. A díjat az Oscar-díjról, illetve más világszerte ismert díjakról mintázták. Az elismerésre kínai nyelvű jelentkezéseket várnak Tajvan, Hongkong és Kína országaiból, de más országokból is. A győzteseket az átadó ünnepség előtti héten választja ki a zsűri, és egy arany lószoborral jutalmazzák őket.